# Стезихор
Стезихор (на старогръцки: Στησίχορος)) е древногръцки лирически поет, един от Деветимата лирици. 
"Музо - изличи в паметта си войните,
заедно с мен възслави сватбите на боговете,
богатия пир на мъжете и трапези честити".

## Биография и творчество
Роден е в Химера, Сицилия, вероятно през 640 г. пр.н.е. Обявява се против тираните и тиранията, затова е прокуден и принуден да обикаля по чужди краища.
Знае се, че е автор на 26 книги, всяка от която се състояла от по една поема – „Орестия“, „Елена“, „Погребението на Пелей“, „Цербер“, „Падането на Троя“. До наши дни са достигнали около 60 фрагмента всеки, малко от които са по-дълги от 7 стиха. От него се черпили сюжети великите трагически поети на древна Елада.
Не е истина тая легенда,

ти не си качвала

на красивите кораби,

нито си стигала

във троянската крепост.